# Lac Loyer
Le Lac Loyer est un lac situé dans la Matawinie à Saint-Alphonse-Rodriguez . 

## Géographie
Voir la Carte